# Пруденций
Авре́лий Пруде́нций (Пруде́нтий) Кле́мент (Кли́мент) (лат. Aurelius Prudentius Clemens, 348 — после 405) — римский христианский поэт.

## Биография
Пруденций был родом из Испании (вероятно, из Тарраконской), родился в знатной семье, получил обычное для своего круга образование, был наместником и судьей, затем занимал высшие государственные должности при дворе императора (очевидно, Гонория или Феодосия) — все эти факты известны лишь из его же собственного автобиографического стихотворения. На 57 году жизни удалился в монастырь, где и умер. В эти последние годы жизни и написаны его поэтические произведения в религиозном духе.
Из них следует назвать:
- «Liber cathemerinon» — собрание гимнов для повседневной молитвы (два гимна в ходу и поныне),
- «Peristephanon» — восхваления христианских мучеников,
- «Psychomachia» — изображение борьбы добродетелей и пороков в душе человека,
- «Apotheosis Christi»,
- «Hamartigenia»,
- «Против Симмаха»,
- «Dittochaeon».

Пруденций очень удачно подражал в своих произведениях отчасти эпическим, отчасти лирическим формам классических поэтов Рима. По тщательной отделке выражений и изяществу формы его ставили почти наряду с Горацием.
«Психомахия» имела огромную популярность и на протяжении всего Средневековья оказывала влияние на пластические искусства, поэзию, проповедь, церковные догматы.

## Переводы
В серии «Loeb classical library» сочинения изданы в 2 томах (латинский текст с английским переводом, под № 387, 398): Vol. I; Vol. II.
В серии «Collection Budé» сочинения изданы в 4 томах: Prudence.
- Tome I: Cathemerinon Liber (Livre d’heures). Texte établi et traduit par M. Lavarenne. XXXIX, 152 p.
- Tome II: Apotheosis. (Traité de la nature de Dieu) — Hamartigenia. (De l’origine du mal). Texte établi et traduit par M. Lavarenne. XIX, 154 p.
- Tome III: Psychomachie. — Contre Symmaque. Texte établi et traduit par M. Lavarenne. 334 p.
- Tome IV: Le Livre des couronnes. — Dittochaeon. — Epilogue. Texte établi et traduit par M. Lavarenne. 284 p.

Русские переводы:
- Пруденций. Сочинения / Пер. с лат. Р. Л. Шмаракова. — М.: Водолей, 2012. — 264 с. — (Пространство перевода). — ISBN 978-5-91763-105-9. (В книгу вошли: «Вступление», «Психомахия», «Перистефанон», «Диттохеон», «Эпилог».)
- Отрывки из «Психомахии» в кн.: Памятники средневековой латинской литературы IV—VII вв. М.: Наследие. 1998. С. 209—219.
- Цветков П. И. Аврелий Пруденций Клемент. Исследование. М., 1890. 410, 211 стр. (2-я пагинация включает «Повседневные и мученические гимны Пруденция»)
- О венцах мучеников (Peristephanon) в кн.: Поэты имперского Рима. Пер. с лат. Т. Л. Александровой. М.: Изд-во ПСТГУ, 2013. С. 106—251. ISBN 978-5-7429-0769-5